# Euhesma morrisoni
Euhesma morrisoni är en biart som först beskrevs av Houston 1992.  Euhesma morrisoni ingår i släktet Euhesma och familjen korttungebin. Inga underarter finns listade i Catalogue of Life.

## Bildgalleri

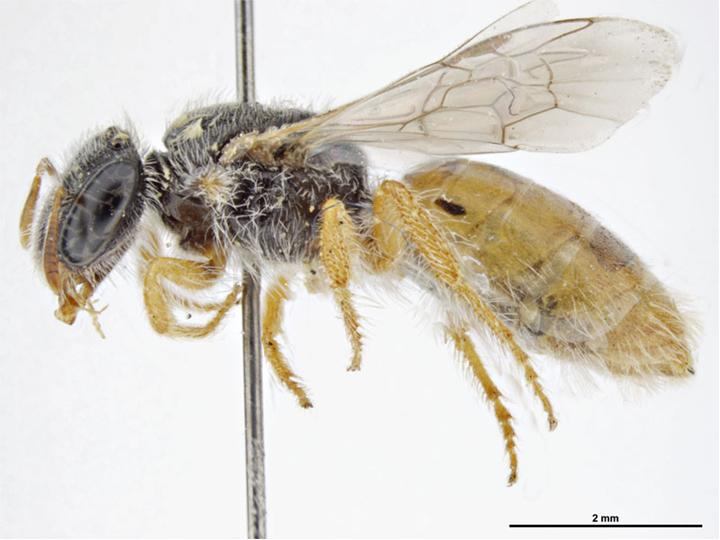
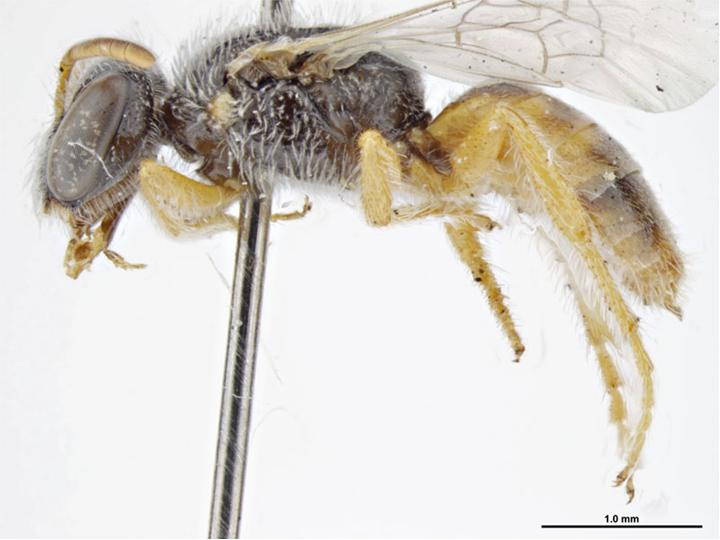